# 1895 год в музыке

## События
- 13 декабря — премьера Симфонии № 2 Густава Малера в Берлине[1][2]

## Классическая музыка
- Сергей Рахманинов — Симфония № 1
- Леон Боэльман — «Готическая сюита» для органа
- Иоганнес Брамс — сонаты для кларнета и фортепиано № 1 (фа-мажор) и № 2 (ми-бемоль мажор), опус 120
- Антонин Дворжак — Концерт для виолончели си-минор; струнные квартеты № 13 и № 14
- Густав Малер — Симфония № 2
- Ян Сибелиус — сюита «Лемминкяйнен»

## Опера
- Жюль Массне — «Золушка»
- Николай Римский-Корсаков — «Ночь перед Рождеством»
- Энрике Фернандес Арбос — «Центр Земли»
- Исаак Альбенис — «Генри Клиффорд»

## Родились
- 7 января — Клара Хаскил (ум. 1960) — румынская пианистка
- 27 января
  - Бадди Десильва[англ.] (ум. 1950) — американский автор песен и продюсер
  - Гарри Руби (ум. 1974) — американский композитор и сценарист
- 7 февраля — Ирвинг Ааронсон[англ.] (ум. 1963) — американский джазовый пианист и бэндлидер
- 28 февраля — Гиомар Новаэс (ум. 1979) — бразильская пианистка
- 4 марта — Бьярне Брюстад[норв.] (ум. 1978) — норвежский композитор, скрипач и альтист
- 22 марта — Леонид Утёсов (ум. 1982) — советский эстрадный артист и певец
- 23 марта — Дэйн Радьяр (ум. 1985) — французский и американский писатель, художник, композитор и философ
- 31 марта — Лиззи Майлз[англ.] (ум. 1963) — американская блюзовая певица
- 1 апреля — Альберта Хантер (ум. 1984) — американская блюзовая певица
- 3 апреля
  - Марио Кастельнуово-Тедеско (ум. 1968) — итало-американский композитор и пианист
  - Зез Конфри (ум. 1971) — американский пианист и композитор
- 9 апреля — Мэнс Липскомб (ум. 1976) — американский певец и гитарист
- 23 апреля — Джимми Нун (ум. 1944) — американский джазовый кларнетист и дирижёр
- 29 апреля — Малкольм Сарджент (ум. 1967) — британский дирижёр, органист и педагог
- 1 мая — Лео Соуэрби (ум. 1968) — американский композитор и органист
- 2 мая — Лоренц Харт (ум. 1943) — американский поэт-песенник и либреттист
- 6 мая — Рудольф Валентино (ум. 1926) — итальянский и американский танцор и актёр
- 11 мая — Уильям Грант Стилл (ум. 1978) — американский композитор
- 10 июня — Хэтти Макдэниел (ум. 1952) — американская певица и актриса
- 16 июня — Лью Поллак[англ.] (ум. 1946) — американский композитор и музыкант
- 4 июля — Ирвинг Сизар (ум. 1996) — американский поэт-песенник и театральный композитор
- 5 июля — Гордон Джейкоб[англ.] (ум. 1984) — британский композитор и педагог
- 10 июля — Карл Орф (ум. 1982) — немецкий композитор и музыкальный педагог
- 12 июля — Оскар Хаммерстайн II (ум. 1960) — американский писатель, сценарист, продюсер и поэт-песенник
- 13 июля — Брэдли Кинкэйд[англ.] (ум. 1989) — американский фолк-исполнитель
- 6 августа — Эрнесто Лекуона (ум. 1963) — кубинский композитор и пианист
- 10 августа — Гарри Ричмен[англ.] (ум. 1972) — американский певец, актёр и композитор
- 13 августа — Берт Лар (ум. 1967) — американский актёр и артист эстрады
- 16 августа — Лиана Хайд (ум. 2000) — австрийская актриса и певица
- 21 августа — Бенни Дэвис[англ.] (ум. 1979) — американский актёр водевилей и композитор
- 11 сентября — Гарри Тобиас[англ.] (ум. 1994) — американский автор песен
- 16 сентября — Кароль Ратхауз (ум. 1954) — немецкий и американский композитор
- 26 сентября — Джордж Рафт (ум. 1980) — американский актёр и артист эстрады
- 11 октября — Яков Готовац (ум. 1982) — хорватский композитор и дирижёр
- 12 октября — Табби Холл[англ.] (ум. 1945) — американский джазовый барабанщик
- 17 октября — Дорис Хамфри (ум. 1958) — американская танцовщица, педагог и хореограф
- 5 ноября — Вальтер Гизекинг (ум. 1956) — немецкий пианист и композитор
- 16 ноября — Пауль Хиндемит (ум. 1963) — немецкий композитор, альтист, скрипач, дирижёр, педагог и музыкальный теоретик
- 28 ноября — Хосе Итурби[исп.] (ум. 1980) — испанский дирижёр, пианист и клавесинист
- 29 ноября — Басби Беркли (ум. 1976) — американский хореограф и режиссёр
- 30 ноября — Иоганн Непомук Давид (ум. 1977) — австрийский композитор и органист
- 2 декабря — Харриет Коэн (ум. 1967) — британская пианистка и педагог
- 16 декабря — Энди Разаф (ум. 1973) — американский композитор, поэт и автор песен

## Скончались
- 10 января — Бенжамен Луи Поль Годар (45) — французский скрипач и композитор
- 22 января — Эдвард Соломон[англ.] (39) — британский пианист, дирижёр и композитор
- 6 февраля — Отто Малер[англ.] (21) — австрийский композитор
- 16 февраля — Фредерик Август Дальгрен (78) — шведский поэт и автор песен
- 24 февраля — Игнац Лахнер[нем.] (87) — немецкий дирижёр и композитор
- 16 марта — Ричард Корни Грэйн[англ.] (50) — британский артист эстрады и автор песен
- 18 марта — Присцилла Хортон[англ.] (77) — британская певица и актриса
- 28 апреля — Иоганн Йозеф Ботт[нем.] (69) — немецкий скрипач и композитор
- 21 мая — Франц фон Зуппе (76) — австрийский композитор и дирижёр
- 15 июня — Рихард Жене (72) — австрийский либреттист и композитор
- 28 июня — Ян Кохлер[пол.] (69 или 73) — польский оперный певец (баритон)
- 13 июля — Джон Типлэди Кэрродас (59) — британский скрипач
- 6 августа — Джордж Фредерик Рут[англ.] (74) — американский автор песен
- 13 августа — Людвиг Абель[нем.] (60) — немецкий скрипач, композитор и дирижёр
- 12 октября — Сесил Фрэнсис Александр[англ.] (77) — англо-ирландская поэтесса и автор гимнов
- 25 октября — Чарльз Халле (76) — немецкий и британский композитор, пианист и дирижёр
- 1 ноября — Александр Зажицкий (61) — польский пианист, композитор и музыкальный педагог
- 16 ноября — Сэмюел Фрэнсис Смит[англ.] (87) — американский священник и журналист, автор текста песни America (My Country, 'Tis of Thee)[англ.]
- ноябрь — Раффаэль Мирате[итал.] (80) — итальянский оперный певец (тенор)
- без точной даты
  - Шарль Альбрехт[англ.] (77 или 78) — монегаскский композитор, автор музыки национального гимна Монако
  - Базилио Базили[итал.] (90 или 91) — итальянский оперный певец (тенор) и композитор
  - Анжелика Магито (85 или 86) — шведская оперная певица